# نیروی مرکزگرا

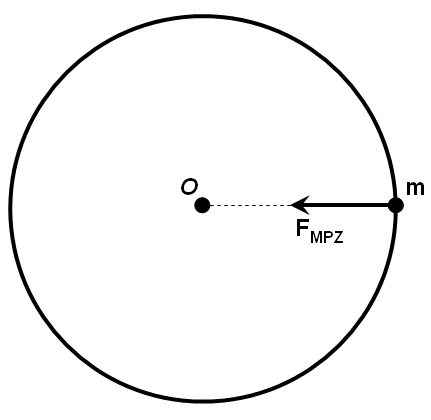
(m) نقطهٔ جرم ، (O) نقطهٔ مرکز دایره و({F_{mpz)نیروی مرکز گرا است که جسم را به سمت خود می کشد.

نیروی مرکزگرا یا نیروی سوی مرکز (انگلیسی: centripal force) نیرویی است که بر روی یک جسم گردنده در یک مدار کروی آن‌گونه تأثیر می‌گذارد که این حرکت همواره به سوی مرکز دایره گرایش داشته‌باشد.
نحوهٔ وارد شدن این نیرو به جسمی که در حال حرکت دایره‌ای یکنواخت است (مانند حرکت یک فضاپیما به گرد زمین) به شکلی است که عمود بر بردار سرعت آن است لذا این نیرو نه می‌تواند این مؤلفهٔ سرعت را افزایش و نه آن را کاهش دهد.
و نتیجهٔ آن این است که فضاپیما در حالت سقوط آزاد است.
هر جا که اثری از حرکت دایره‌ای چه یکنواخت (فضاپیما) و چه غیر یکنواخت (حرکت یک گلوله متصل به نخ که در راستای عمودی) و چه بیضوی (حرکت اغلب سیارات به دور ستارگان) دیده شود , می‌توان به دنبال این نیرو گشت به‌طوری‌که در حرکت دایره‌ای به طرف مرکز دایره و در حرکت بیضوی به سمت یکی از کانون‌هایی که منشا نیرو در آن است.
فرمول محاسبه نیروی مرکزگرا: {\displaystyle F_{mpz}={\frac {mv^{2}}{r}}}

## شتاب مرکزگرا
شتاب مرکزگرا به راحتی قابل اثبات است:
از قانون دوم نیوتن می‌دانیم:
{\displaystyle F=m.a}
با برابر قرار دادن رابطه نیوتن با رابطه نیروی مرکزگرا، جرم از معادله حذف می شود و معادله شتاب مرکز گرا به صورت زیر می‌شود:
{\displaystyle a={\frac {v^{2}}{r}}}
توجه کنید علی رغم آن که سرعت ثابت است، شتاب صفر نیست؛ زیرا سرعت ثابت است ولی مقادیر مولفه های آن و در نتیجه جهت سرعت در حال تغییر است.